# Луколена ин Кјанти (Фиренца)
Луколена ин Кјанти је насеље у Италији у округу Фиренца, региону Тоскана.
Према процени из 2011. у насељу је живело 209 становника. Насеље се налази на надморској висини од 513 м.